# Giuseppe Nazzaro
Giuseppe Nazzaro, O.F.M.  (San Potito Ultra, 22 de dezembro de 1937 - 26 de outubro de 2015) foi um clérigo religioso italiano e Vigário Apostólico de Alepo.

## Biografia
Giuseppe Nazzaro entrou na ordem franciscana, fez a profissão em 18 de dezembro de 1960 e foi ordenado sacerdote em 29 de junho de 1965. De 1992 a 1998 foi guardião da Custódia da Terra Santa.
Em 21 de novembro de 2002, o Papa João Paulo II o nomeou Vigário Apostólico de Alepo e Bispo Titular de Forma. O Papa o consagrou pessoalmente como bispo em 6 de janeiro do ano seguinte; Co-consagrantes foram Leonardo Sandri, Substituto da Secretaria de Estado, e Antonio Maria Vegliò, Secretário da Congregação para as Igrejas Orientais.
Em 15 de abril de 2013, o Papa Francisco aceitou sua aposentadoria por idade.